# Heilig-Kreuz-Kapelle (Aschaffenburg)

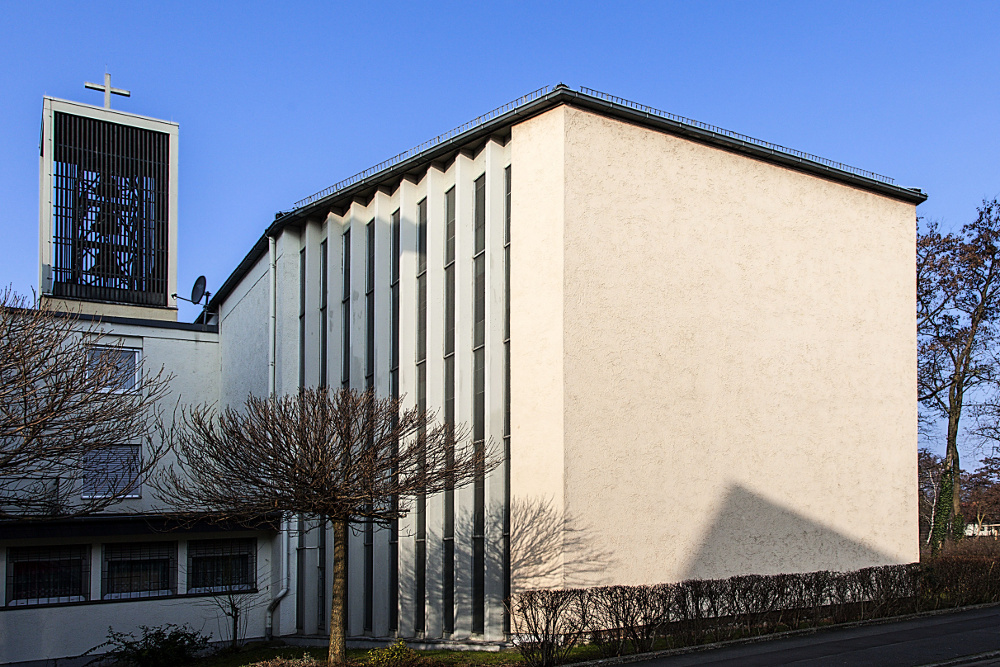
Heilig-Kreuz-Kapelle

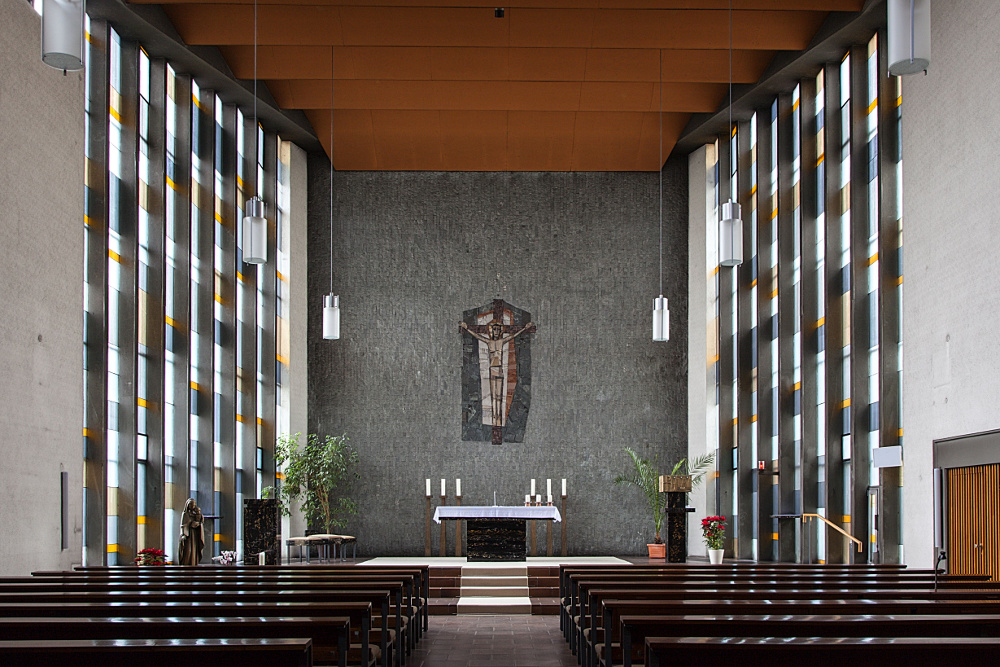
Innenansicht Heilig-Kreuz-Kapelle

Die Heilig-Kreuz-Kapelle ist ein katholischer Sakralbau des Clemensheims, eines Schwesternhauses für den Aschaffenburger Konvent der Schwestern von der Göttlichen Vorsehung. Sie kann von ihrer Größe her auch als Kirche bezeichnet werden.

## Geschichte
1899 wurde an der Ecke Clemens-/Bertastraße eine Dampfschreinerei errichtet (Firma Häuser und Müller). Die Schreinerei wurde von der Holz- und Metallwarenfabrik Otto Neresheimer & Co. Nachfahren übernommen (Inhaber: Anton Kraushaar). Um 1926 übernahm das Clemens-Hofbauer-Hilfswerk für Priesterspätberufene das Anwesen. Im Studienheim St. Clemens wurde eine Kapelle eingerichtet. Es wurde aufgestockt und mit einem Glockenturm versehen. Um 1930 lebten dort über 110 Zöglinge. Das Gebäude besteht nicht mehr. Die heutige Kapelle wurde dort in den Jahren 1964/65 nach Plänen des Aschaffenburger Architekten Karl Georg Jung errichtet und am 5. Juli 1965 durch den damaligen Würzburger Weihbischof Alfons Kempf geweiht.

## Architektur und Ausstattung
„An ein fast quadratisches Langhaus schließt sich ein trapezförmiger Chor an. Während der Gemeinderaum nur durch ein schmales Lichtband unter der von offenen Holzbindern getragenen Decke belichtet wird, ergießt sich in den Altarraum farbiges Licht aus raumhohen Lamellenfenstern.“ Der Altarraum besitzt von Anfang an keinen Hochaltar, sondern einen sogenannten Volksaltar, wie er nach dem Zweiten Vatikanischen Konzil (1962–1965) überwiegend in den katholischen Kirchen eingeführt wurde. Die Gestaltung des Altars und des großen, raumbeherrschenden Christus-Mosaiks an der Frontwand lag in den Händen der Aschaffenburger Künstler Helmut Albert und Willibald Blum. Sie haben auch die Entwürfe zu weiteren Plastiken der Kirche wie z. B. der Muttergottesstatue und des Kreuzwegs abgegeben.

## Nutzung
Die Kapelle gehört zur Pfarreiengemeinschaft St. Martin der Aschaffenburger Innenstadt-Pfarreien. Es finden regelmäßige Messfeiern und Anbetungsstunden statt, die im Pfarrbrief veröffentlicht werden.